# Мроча (гміна)
Гміна Мроча (пол. Gmina Mrocza) — місько-сільська гміна у північній Польщі. Належить до Накельського повіту Куявсько-Поморського воєводства.
Станом на 31 грудня 2011 у гміні проживало 9341 особа.

## Площа
Згідно з даними за 2007 рік площа гміни становила 150.71 км², у тому числі:
- орні землі: 73.00%
- ліси: 15.00%

Таким чином, площа гміни становить 13.45% площі повіту.

## Населення
Станом на 31 грудня 2011:
| Опис     | Загалом | Загалом | Чоловіки | Чоловіки | Жінки | Жінки |
| -------- | ------- | ------- | -------- | -------- | ----- | ----- |
| одиниця  | осіб    | %       | осіб     | %        | осіб  | %     |
| все      | 9341    | 100     | 4744     | 50.79    | 4597  | 49.21 |
| міське   | 4419    | 100     | 2220     | 50.24    | 2199  | 49.76 |
| сільське | 4922    | 100     | 2524     | 51.28    | 2398  | 48.72 |

## Сусідні гміни
Гміна Мроча межує з такими гмінами: Лобжениця, Накло-над-Нотецем, Садкі, Сіценко, Сошно, Венцборк.